# 富拉杜东
富拉杜東（英語：Fulladu East）是西非國家甘比亞上河區轄下的4個縣之一。根據甘比亞官方於2013年所作的人口普查結果顯示，居住於富拉杜東的總人口數為49990人。